# Donát Varga
Donát Varga (* 8. April 2000) ist ein ungarischer Leichtathlet, der sich auf den Hammerwurf spezialisiert hat.

## Sportliche Laufbahn
Erste internationale Erfahrungen sammelte Donát Varga beim Europäischen Olympischen Jugendfestival (EYOF) 2015 in Tiflis, bei dem er mit einer Weite von 67,73 m den vierten Platz mit dem 5-kg-Hammer belegte. Im Jahr darauf gelangte er bei den erstmals ausgetragenen Jugendeuropameisterschaften ebendort mit 70,49 m auf den siebten Platz und 2017 brachte er bei den U20-Europameisterschaften in Grosseto in der Vorrunde keinen gültigen Versuch zustande. Im Jahr darauf belegte er bei den Weltmeisterschaften in Tampere mit 71,99 m den siebten Platz mit dem 6-kg-Hammer und bei den U20-Europameisterschaften 2019 in Borås wurde er mit 78,43 m Vierter. 2021 gelangte er bei den U23-Europameisterschaften in Tallinn mit 65,67 m auf den zehnten Platz und 2023 wurde er bei der 2. Liga der Team-Europameisterschaft im Rahmen der Europaspiele in Chorzów mit 73,75 m Zweiter. Anschließend schied er bei den Heimweltmeisterschaften in Budapest mit 72,02 m in der Qualifikationsrunde aus. Im Jahr darauf verpasste er bei den Europameisterschaften in Rom mit 70,78 m den Finaleinzug. Im August schied er bei den Olympischen Sommerspielen in Paris mit 71,65 m in der Vorrunde aus.